# Chong Ch'ol (cràter)
Chŏng Ch'ŏl és un cràter d'impacte en el planeta Mercuri de 143 km de diàmetre. Porta el nom del poeta coreà Chŏng Ch'ŏl (1536-1593), i el seu nom va ser aprovat per la Unió Astronòmica Internacional el 1979.